# فالنتين فريدلاند

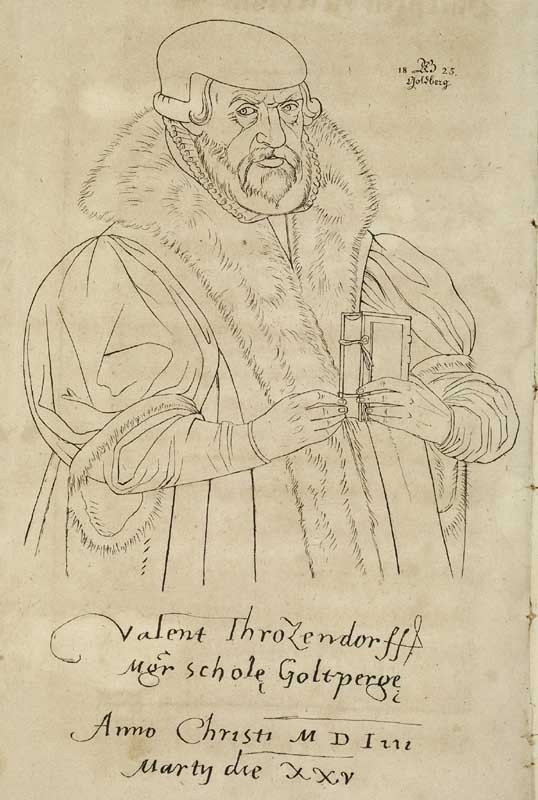
فالنتين تروزندورف بواسطة غوستاف بينزغر 1825

فالنتين فريدلاند (14 فبراير 1490 - 26 أبريل 1556)، كان يدعى أيضاً فالينتين تروتشندورف (أو تروزندورف أو تروسيدورفيوس) نسبةً لمسقط رأسه، كان عالما ألمانيا بارزا ومعلما للإصلاح. كان فريدلاند صديقا لمارتن لوثر وميلانكثون. وكانت شهرة كمدرس جاذبية في غولدبرغ في سيليزيا، حيث يدرس التلاميذ من بعيد وقريب. سر نجاحه يكمن في غرس على تلاميذه احترام شرفهم. كان لديه إيمان كبير في الذكاء الذي أثبت نفسه في تعبير واضح.

## سيرة ذاتية

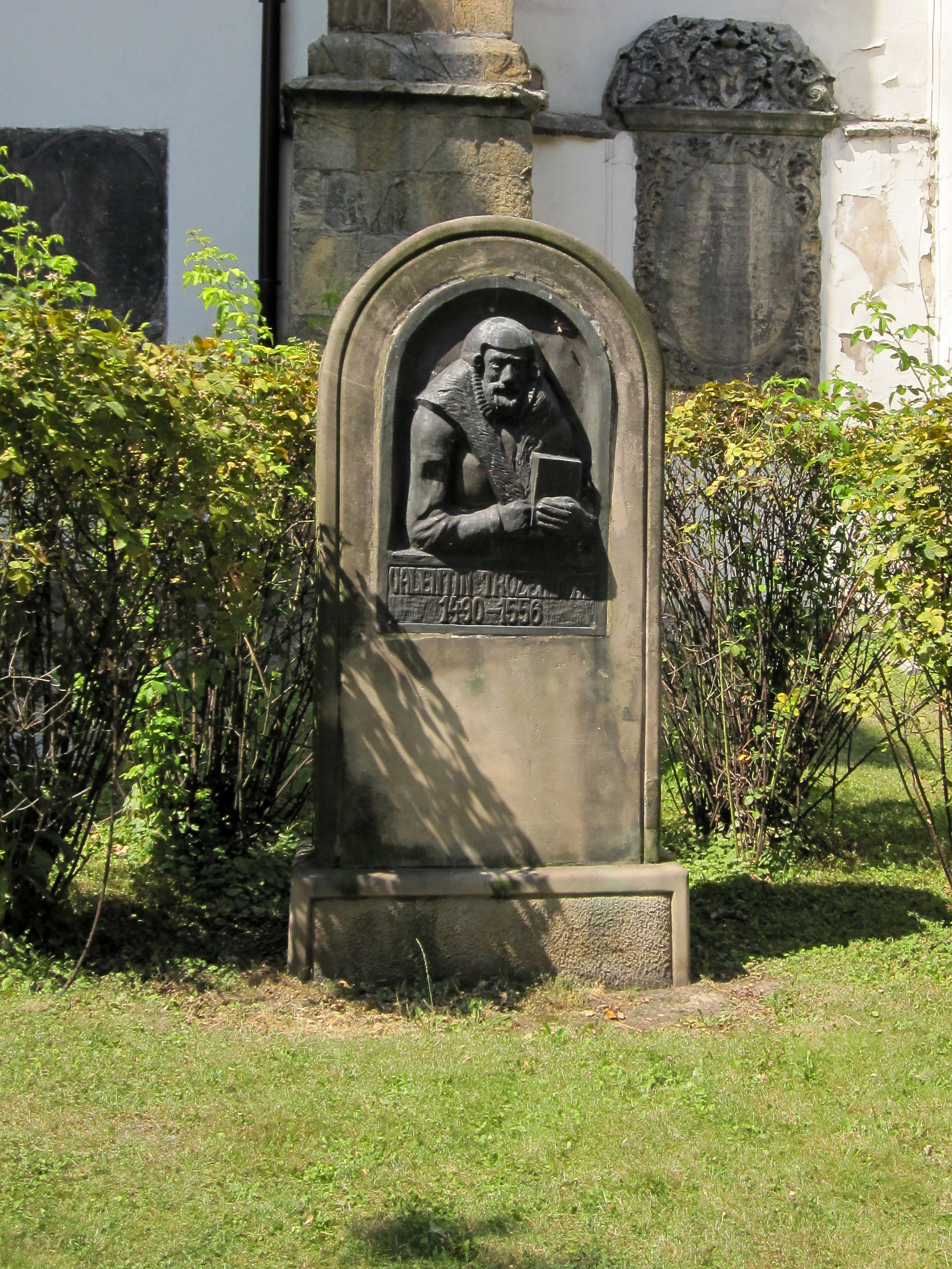
النصب التذكاري لتروزندورف

ولدت فريدلاند في تروزندورف بالقرب من مدينة غورليتس في لوساتيا العليا، لأبوين فقيرين بحيث لم يتمكنوا من إبقائه في المدرسة. فعلم الصبي نفسه القراءة والكتابة أثناء رعي الماشية؛ وقدم ورقة من لحاء البتولا والحبر من السخام. عندما تم التغلب على الصعوبات وإرساله للتعليم غورليتز، وكانت كلمات والدته الأخيرة «التمسك المدرسة، الابن العزيز». الكلمات تحدد مسيرته: رفض كل تعزيز الكنسية، وعاش ومات أحد المدرسين.
أصبح فريدلاند طالبا متميزا في جامعة لايبزيغ، وتعلم اللاتينية الشيشرونية من بيتر موسلانوس واليونانية من ريتشارد كروك، وبعد التخرج تم تعيينه مدرس مساعد في مدرسة في غورليتز في 1515. وهناك أيضا يدرس رئيس الجامعة والمعلمين الآخرين. عندما بدأ مارتن لوثر هجومه على الغفران، استقال تروتزندورف موقفه وذهب للدراسة تحت لوثر وميلانشثون في فيتنبرغ، ودعم نفسه عن طريق التعليم الخاص. ومن ثم كان يدعى ليكون على درجة الماجستير في المدرسة في غولدبرغ، وفي عام 1524 أصبح رئيس الجامعة. هناك ظل ثلاث سنوات، عندما أرسل إلى لغنيتسا.
عاد فريدلاند إلى غولدبرغ في 1531 وبدأ هذه المهنة التي جعلته مدرسي الألمانية نموذجية من فترة الإصلاح. وقد اجتذب نظامه التعليمي والانضباط الانتباه بسرعة. وقدم أفضل علماءه المسنين للمعلمين من الطبقات الأصغر سنا، وأصر على أن طريقة للتعلم كانت للتدريس. نظمت المدرسة على غرار الجمهورية الرومانية في مثل هذه الطريقة أن الانضباط العادي كله كان في أيدي الأولاد أنفسهم. كل شهر قنصل، اثني عشر عضوا في مجلس الشيوخ واثنين من المراقبين تم اختيارهم من التلاميذ، وعلى كل تروتسيندورف حكمت دكتاتور بيربيتوس. ساعة واحدة في اليوم أنفقت في الذهاب على الدروس من اليوم السابق. واستذكرت الدروس مرارا وتكرارا من خلال الامتحانات، التي أجريت على خطة من الخلافات الكيميائية. كل أسبوع كان على كل تلميذ أن يكتب اثنين ستيرسيتي ستيلي، واحد في النثر والآخر في الآية، وتروتزندورف أخذت آلام أن نرى أن موضوع كل ممارسة كان شيئا للاهتمام. امتدت شهرة مدرسة غولدبرغ في جميع أنحاء ألمانيا البروتستانتية، وتم تدريس عدد كبير من الرجال الأكثر شهرة في الجيل التالي من قبل تروتزندورف.
بعد مدرسة فريدلاند، تم تدمير مكتبته وأصوله، والجزء الأكبر من غولدبرغ بحريق في 1554، انتقل مرة أخرى إلى ليغنيتز بدعوة من الدوق هناك. وقد وجدت مدرسته، التي تضم الآن عددا أقل بكثير من التلاميذ، مكانا في كنيسة. جمع الوسائل لإعادة بناء المدرسة في غولدبرغ، لكنه مات قبل أن ينجز هذا، في 1556.